# Tharra ventriosa
Tharra ventriosa är en insektsart som beskrevs av Nielson 1975. Tharra ventriosa ingår i släktet Tharra och familjen dvärgstritar. Inga underarter finns listade i Catalogue of Life.